# Slovenska hokejska liga 2013/14
Sezona 2013/14 Slovenske hokejske lige je triindvajseta sezona slovenskega prvenstva v hokeju na ledu. Naslov slovenskega prvaka so štirinajstič osvojili hokejisti HDD Telemach Olimpija, ki so v finalni seriji z 11:4 v golih premagali Team Jesenice.

## Končnica
Igralo se je na dve tekmi.
|  | Polfinale               | Polfinale               | Polfinale     |     |                       | Finale                | Finale | Finale |
|  |                         |                         |               |     |                       |                       |        |        |
|  | HDD Telemach Olimpija   | HDD Telemach Olimpija   | 3 6           |     |                       |                       |        |        |
|  | HK Prosports.si Triglav | HK Prosports.si Triglav | 1 1           |     |                       |                       |        |        |
|  |                         |                         |               |     | HDD Telemach Olimpija | HDD Telemach Olimpija | 6 5    |        |
|  |                         | Team Jesenice           | Team Jesenice | 3 1 |                       |                       |        |        |
|  | Team Jesenice           | Team Jesenice           | 3 4           |     |                       |                       |        |        |
|  | HK Playboy Slavija      | HK Playboy Slavija      | 2 2           |     |                       |                       |        |        |

### Polfinale

#### Olimpija - Triglav
| 20. marec 2014 | HK Prosports.si Triglav | 1:3 | HDD Telemach Olimpija | Arena Zlato polje, Kranj |

| Poročilo tekme | Poročilo tekme | Poročilo tekme  | Poročilo tekme               | Poročilo tekme |
| -------------- | -------------- | --------------- | ---------------------------- | -------------- |
| Začetek: 18:00 | Zupan 10       | (0:1, 0:1, 1:1) | 1 Mušič 36 Cvetek 41 Morency | Gledalci: 250  |

| 27. marec 2014 | HDD Telemach Olimpija | 6:1 | HK Prosports.si Triglav | Hala Tivoli, Ljubljana |

| Poročilo tekme | Poročilo tekme                                              | Poročilo tekme  | Poročilo tekme | Poročilo tekme |
| -------------- | ----------------------------------------------------------- | --------------- | -------------- | -------------- |
| Začetek: 19:15 | Hočevar 14 Pance 23 Morency 30 Ropret 47 Grahut 54 Mušič 56 | (1:0, 2:1, 3:0) | 23 Terlikar    | Gledalci: 400  |

#### Jesenice - Slavija
| 20. marec 2014 | HK Playboy Slavija | 2:3 | Team Jesenice | Dvorana Zalog, Ljubljana |

| Poročilo tekme | Poročilo tekme      | Poročilo tekme  | Poročilo tekme              | Poročilo tekme |
| -------------- | ------------------- | --------------- | --------------------------- | -------------- |
| Začetek: 19:00 | Gorše 22 Peterca 43 | (0:0, 1:3, 1:0) | 21 Bizalj 33 Brus 36 Bizalj | Gledalci: 300  |

| 27. marec 2014 | Team Jesenice | 4:2 | HK Playboy Slavija | Dvorana Podmežakla, Jesenice |

| Poročilo tekme | Poročilo tekme                            | Poročilo tekme  | Poročilo tekme | Poročilo tekme |
| -------------- | ----------------------------------------- | --------------- | -------------- | -------------- |
| Začetek: 18:00 | Brus 10 Bizalj 33 Dolinšek 33 Zupančič 50 | (1:1, 2:0, 1:1) | 2 Režek 52 Kar | Gledalci: 600  |

### Finale
| 31. marec 2014 | Team Jesenice | 1:5 | HDD Telemach Olimpija | Dvorana Podmežakla, Jesenice |

| Poročilo tekme | Poročilo tekme                                                   | Poročilo tekme  | Poročilo tekme | Poročilo tekme |
| -------------- | ---------------------------------------------------------------- | --------------- | -------------- | -------------- |
| Začetek: 18:00 | Ograjenšek 3 Ropret 14 Ograjenšek 20 Ograjenšek 54 Ograjenšek 57 | (0:3, 1:0, 0:2) | 30 Sefič       | Gledalci: 2000 |

| 3. april 2014 | HDD Telemach Olimpija | 6:3 | Team Jesenice | Hala Tivoli, Ljubljana |

| Poročilo tekme | Poročilo tekme                                                    | Poročilo tekme  | Poročilo tekme           | Poročilo tekme |
| -------------- | ----------------------------------------------------------------- | --------------- | ------------------------ | -------------- |
| Začetek: 19:15 | Leber 12 Ropret 16 Ograjenšek 39 Ograjenšek42 Verlič 41 Zdešar 44 | (2:2, 1:0, 3:1) | 9 Brus 11 Brus 54 Bizalj | Gledalci: 1500 |